# Джонс, Орус
Орус У. Джонс (англ. Orus W. Jones; 8 марта 1867, Джексон, Огайо — 10 августа 1963, Денвер) — американский гольфист, бронзовый призёр летних Олимпийских игр 1904 года.
На Играх 1904 года в Сент-Луисе Джонс участвовал в двух турнирах. В командном он занял 25-е место, и в итоге его команда стала третьей и получила бронзовые награды. В одиночном разряде он занял 19-е место в квалификации, но пройдя в плей-офф, закончил соревнование уже в первом раунде.